# Álcool de cereais

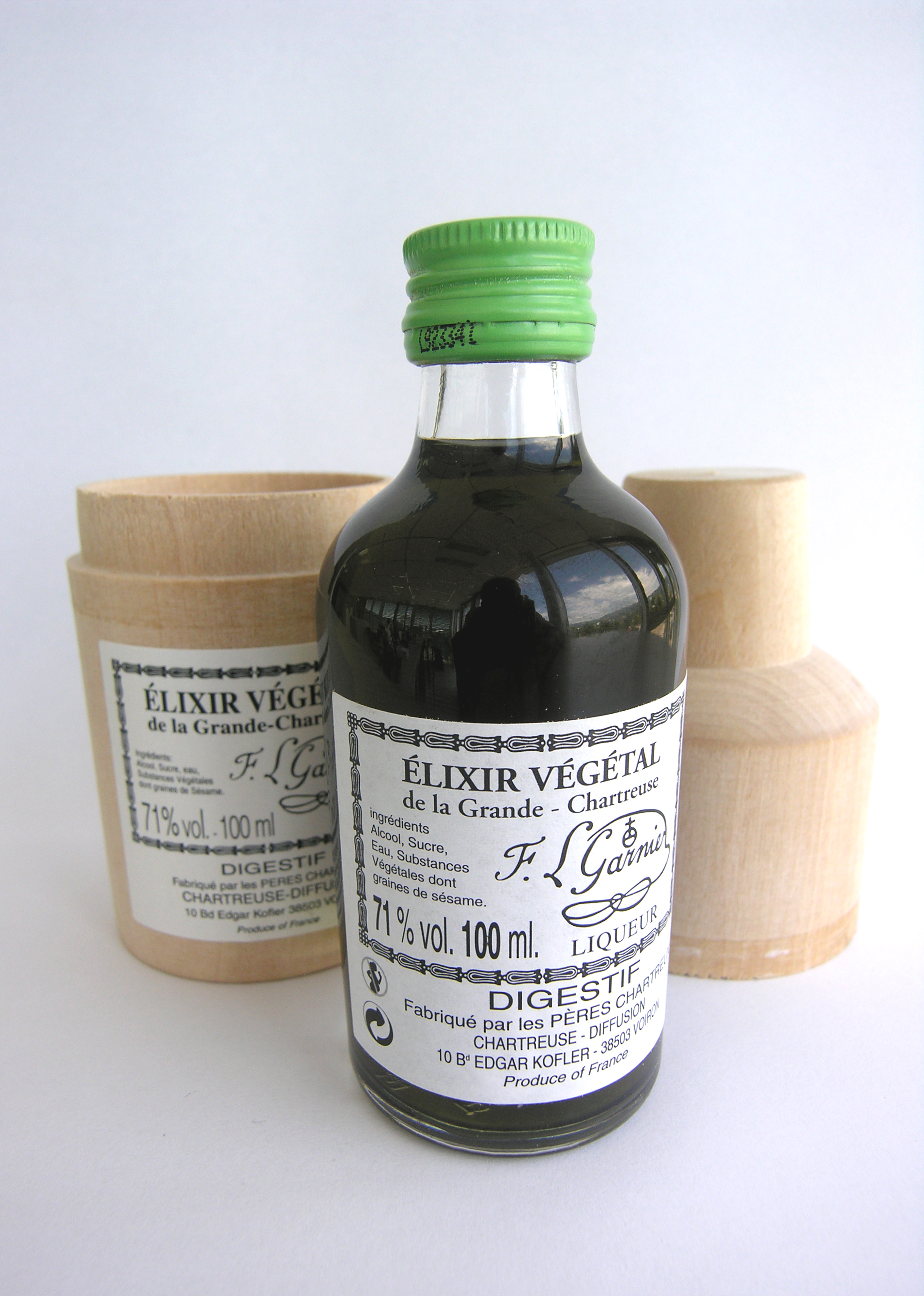
Chartreuse Exilir digestivo.

Álcool de Cereais é o álcool etílico hidratado (ou etanol) feito de cereais (milho, arroz, etc) e em geral é usado como um ingrediente de uma receita.
É indicado na fabricação de:
- produtos homeopáticos,
- indústria farmacêutica,
- extrato de própolis,
- perfumes,
- aromatizadores (de ambientes, tecidos),
- tinturas (medicinais, psicobioenergéticas, fitoterápicas e aromaterápicas, entre outras),
- elixires,
- produtos desodorizantes (desodorantes para corpo humano e para ambientes,[1][2]
- licores

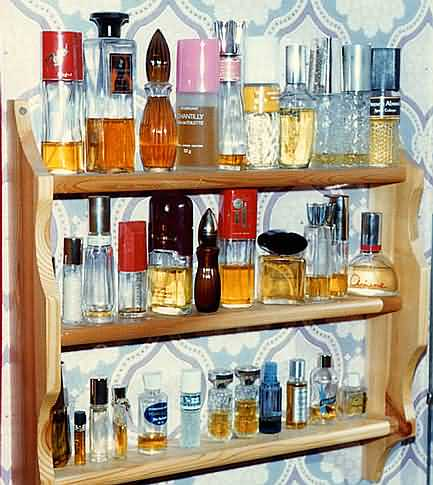
O álcool de cereais é um ingrediente básico em perfumes.

O álcool etílico hidratado (ou etanol) feito de cana-de-açúcar, beterraba, batata, etc (ou seja, aquele que não é feito de cereais) não é apropriado para os usos listados acima pois não é delicado o necessário.

## Veja o artigo principal
Etanol